# Bozai Gyula (labdarúgó)
Bozai Gyula (Ozora, 1942. április 20. – 2023. december 12. vagy előtte ) magyar magyar labdarúgó, edző. Játékosként az első osztályban Bp. Honvédnál, szakvezetőként az a Békéscsabai Előre FC és a Stadler FC trénere volt.

## Pályafutása

### Játékosként
Mint fiatal játékos, az akkor NB I/B-és Budafoknál kezdett játszani. Serdülő, ifi és utánpótlás-válogatott volt, 29 mérkőzésen 1 gólt rúgott. Ezután a harmadosztályú Vasas Kábel szerződtette, ahol 3 évig játszott. Ezt követően két évig ismét Budafokon, majd leigazolta az első osztályú Bp. Honvéd. Itt egy szezont játszott, majd két évig a harmadosztályú Szentendrei Honvéd csapatát erősítette. Ezen kitérő után 12 éven át megszakítás nélkül játszott ismét Budafokon, közben már a serdülő és ifi csapatot is edzette. 1976-ban a harmadosztályú Április 4. Vasas csapatához került 5 évre, majd játékos-pályafutását Budafokon fejezte be 1982-ben.

### Edzőként
Bozai Gyula a  Veszprém FC kispadján 1992. április 18-án mutatkozott be az élvonalban, debütáló meccsén 2-1-re legyőzték a Rába ETO-t. A csapat az idény végén a 12. helyen végzett, ám az őszi szezonban hamar biztos kiesővé vált, és október 4-én, az FTC elleni hazai 0:3-as vereség után meg is váltak Bozaitól. 1997 elején  az NB I-es Békéscsabai Előre kispadjára ült, a tavaszi szezon végén a csapat a 14. helyen zárt. 1997 őszén három meccsre ült le az idény végén a Stadler kispadjára, három vereség után a télen el is búcsúzott a csapattól. 1998 tavaszán az NB I/B-ben szereplő Dorogi FC. vezetőedzője. 1999 őszén a később kieső Siófoknál vállalt még NB I-es csapatot rövid ideig. Ezután még több alacsonyabb osztályú csapatnál is volt edző, a legmagasabban jegyzett közülük az akkor másodosztályú Monor volt. 2005 tavaszán az utolsó fordulókra átvette az NB II-ben vegetáló Veszprémi LC-t, de az osztályozón kiestek az NB III-ba, ám ott el sem indultak, a csapat megszűnt.